# 브라질령 남극

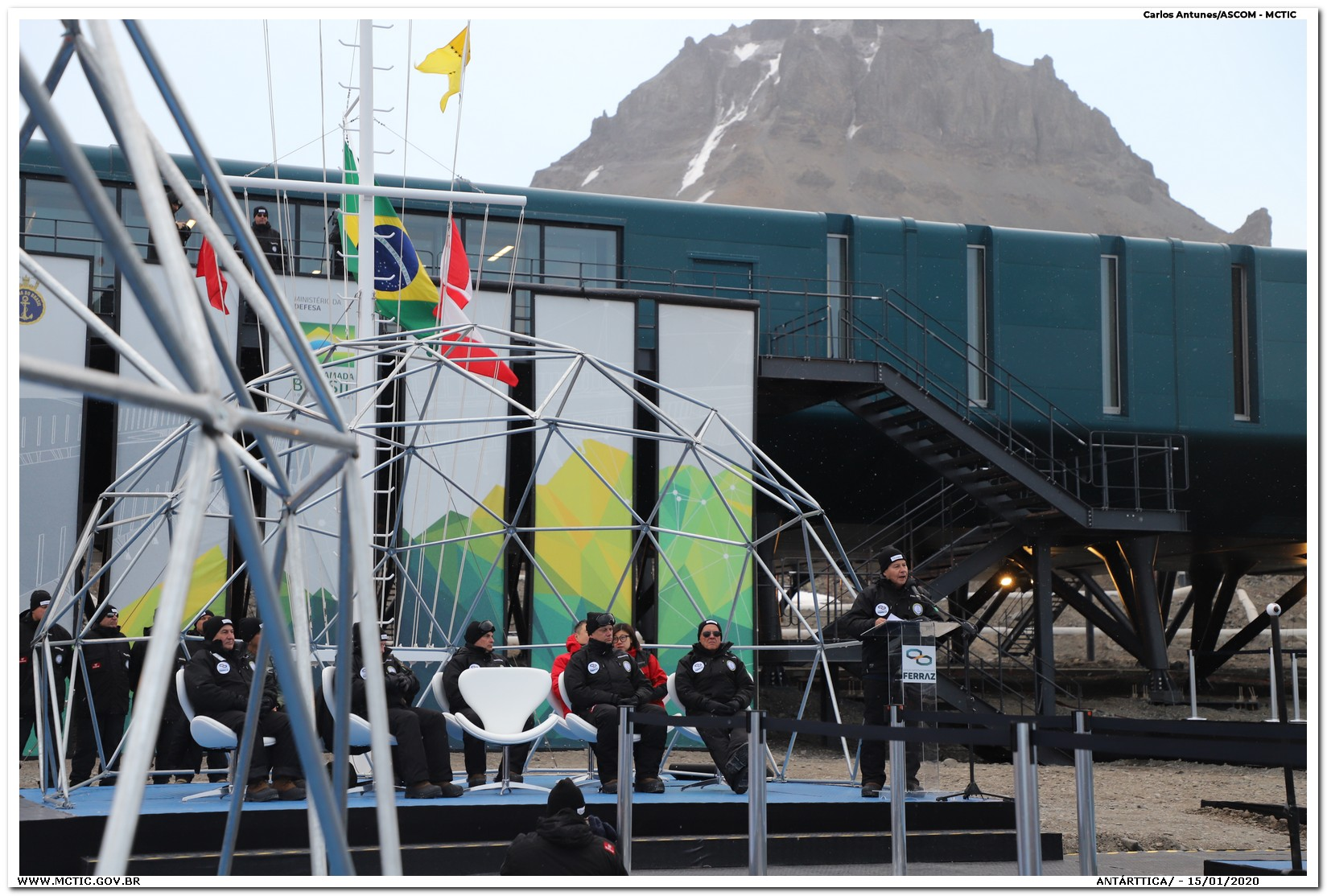
2020년 새로운 Base Comandante Ferraz 시설 개장

브라질령 남극(포르투갈어: Antártida Brasileira)은 브라질이 영유권을 주장하고 있는 지역으로, 남극 대륙 내에 위치해 있다. 영국이 영유권을 주장하는 지역과도 겹쳐진다.
이곳에 대한 브라질 정부의 영유권 주장은 1986년에 있었으나, 공식적으로 영유권을 주장했던 영국이나 프랑스, 뉴질랜드, 칠레, 아르헨티나, 오스트레일리아, 노르웨이 등의 국가들의 주장이 남극 조약으로 인해 강제로 동결됨으로써, 브라질 정부는 자신들의 영유권 주장을 공식화하지는 않았다. 그러나, 1991년에 당시 대통령으로 재직 중이던 페르난두 콜로르 지 멜루가 이곳을 방문한 적이 있었고, 2008년에는 루이스 이나시우 룰라 다 시우바 대통령 역시 이곳을 방문하였으므로, 이로 인한 영유권 분쟁의 소지는 남아 있다.